# Савинка (Казахстан)
Са́винка (каз. Савинка) — село у складі Бурабайського району Акмолинської області Казахстану. Входить до складу Златопольського сільського округу.
Населення — 347 осіб (2021; 428 у 2009, 465 у 1999, 574 у 1989).
Національний склад станом на 1989 рік:
- росіяни — 38 %;
- казахи — 32 %;
- німці — 20 %.